# نیکولسکویه (شهرستان میاکینسکی، باشقیرستان)
نیکولسکویه (انگلیسی: Nikolskoye, Miyakinsky District, Republic of Bashkortostan) یک شهرک در شهرستان میاکینسکی استان باشقیرستان کشور روسیه است.